# Bérlők a Bayard Street-i bérházban, öt cent egy fekhely

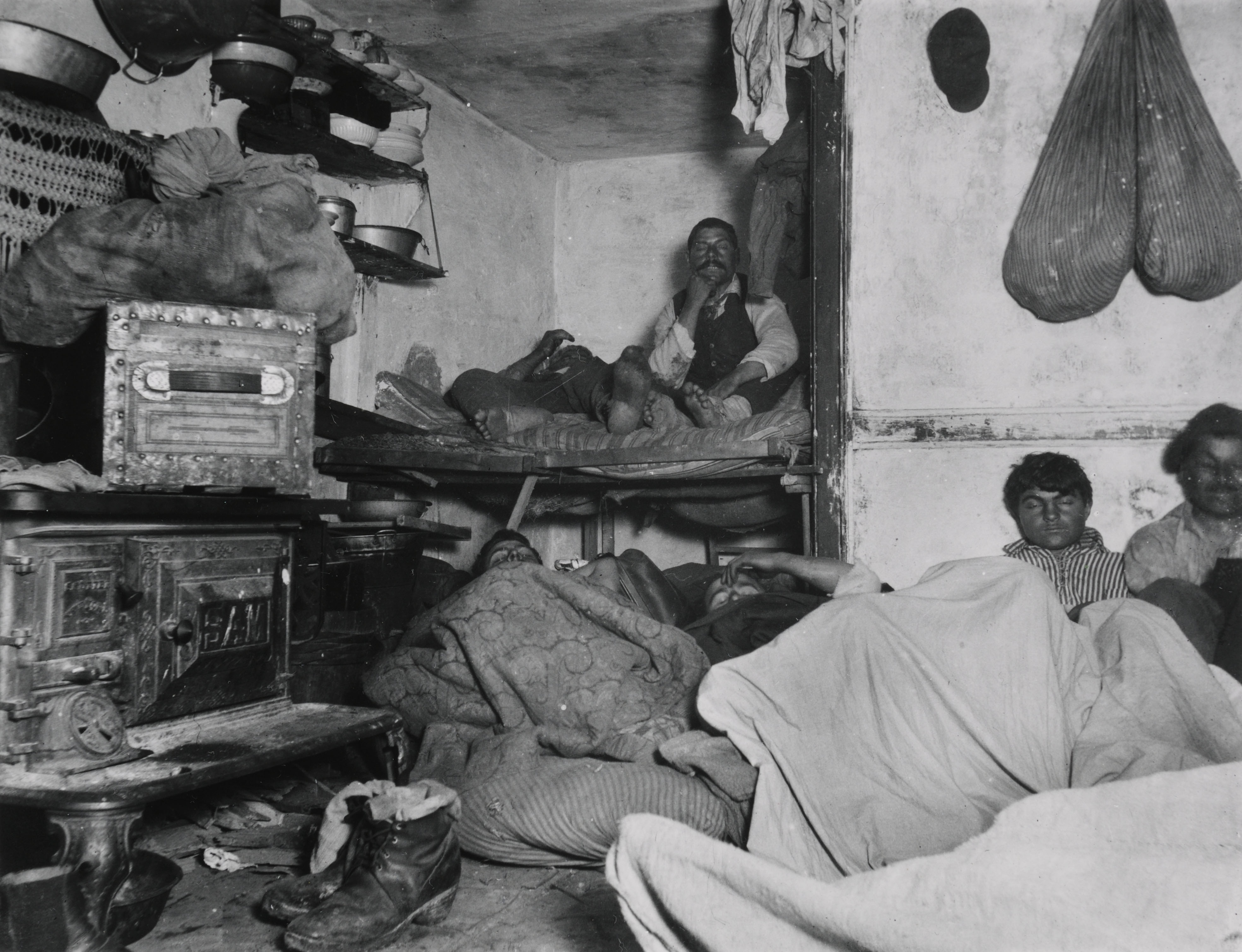
Jacob Riis: Bérlők a Bayard Street-i bérházban, öt cent egy fekhely (zselatinos ezüst, 1889)

Bérlők a Bayard Street-i bérházban, öt cent egy fekhely (Lodgers in Bayard Street Tenement, Five Cents a Spot) című fekete-fehér fényképet Jacob Riis dán-amerikai fotográfus készítette 1889-ben New York-ban egy éjszakai razzia során. A kép szerepelt Riis 1890-ben megjelent How the Other Half Lives című fényképes könyvében.

## A fénykép
Riis New York alsóbb osztályainak nyomorúságos körülményeit dokumentálta. Számos éjszakai felvételt készített, amikor a rendőrséget kísérte, „egyfajta haditudósítónak” tartotta magát. Magnéziumvakuval dolgozott, amely lehetővé tette számára az éjszakai fényképezést. Gyakran vitatott módon, engedély nélkül örökítette meg az embereket a fényképein.
Ez a fotó egy túlzsúfolt bérlakás szobáját örökítette meg, ahol a higiéniai körülmények rendkívül rosszak. A képen szereplő embereket váratlanul érte a fotózás. Az éjszaka folyamán a közegészségügyi rendőrség közbelépett, mert az ágyak ára öt cent volt, ami két centtel alatta maradt a törvényben meghatározott minimumnak. A képen legalább hat ember látható, nagyon szegényes körülmények között, szűk helyen, egy kályhával és néhány személyes holmival. Álmosnak tűnnek, és nem tudják leplezni meglepetésüket, hogy az éjszaka közepén ébresztették fel őket. Riis maga így írja le a szoba nyomorúságos állapotát: „Egy alig négy méter széles és hosszú szobában tizenkét férfi és nő aludt, ketten-hárman egyfajta fülkében elhelyezett priccsen, a többiek pedig a padlón. Egy petróleumlámpa halványan pislákolt a borzalmas levegőben, valószínűleg azért, hogy az éjszaka később érkezők megtalálják az ágyukat, hiszen alig múlt éjfél. Egy csecsemő nyugtalan sírása hallatszott a szomszédos folyosószobából, ahol a félhomályban három fekvő alakot lehetett kivenni. Az apartman egyike volt annak a háromnak, amelyet két szomszédos épületben, fél órán belül, hasonlóan zsúfolt állapotban találtunk.”
Riis munkássága (vitatott módszerei ellenére) hozzájárult olyan jogszabályok megalkotásához, amelyek javították a legszegényebb osztályok egészségügyi életkörülményeit.
A fénykép nyomatai megtalálhatók a New York-i Modern Művészetek Múzeumában, a New York-i Várostörténeti Múzeumban, a New York-i Nemzetközi Fotográfiai Központban, a San Franciscó-i Modern Művészetek Múzeumában, valamint a washingtoni Kongresszusi Könyvtárban.